# Mollie Faustman
Mollie Faustman, née le 15 mars 1883 à Stockholm, et morte le 4 janvier 1966 à Stockholm, est une artiste peintre, illustratrice, journaliste et autrice suédoise.

## Biographie
Originaire du district de Kungsholmen, Mollie Faustman est l'une des trois filles de l'ingénieur Edvard Faustman, et d’une professeure Alma Karsten. Elle étudie auprès de l'artiste suédois Carl Wilhelmson à l'école d'art Valand à Göteborg de 1905 à 1908. En 1910, elle se rend à Paris pour parfaire son apprentissage avec Henri Matisse.
Mollie Faustman se marie avec Gösta Törneqvist de 1910 à 1915, avant de se marier une seconde fois avec le dessinateur de presse Gösta Chatham de 1917 à 1926. Ils sont les parents de Tuttan Faustman-Hedberg (1917-1999), et de Hampe Faustman (1919-1961). Elle s’implique dans la construction d'écoles pédagogiques innovantes telles que Olofskolan et Viggbyholmsskolan dans la région de Stockholm.
Mollie Faustman est enterré au cimetière de Skogskyrkogården, à Stockholm.

## Carrière artistique
Dès 1909, Mollie Faustman présente ses premières œuvres aux côtés des artistes Gösta Törneqvist, Frans Timén et Carl Luthander. Elle se concentre alors principalement sur des paysages aux couleurs vives avec des caractéristiques d'expressionnisme et de romance, et notamment des motifs d'enfants,. Elle réalise également des portraits, y compris de l'acteur Uno Henning, et de ses collègues tels que Ture Nerman et Hanna Borrie.
Mollie Faustman fait partie de l'association d'artistes Optimisterna de 1924 à 1932, et expose avec eux à Liljevalchs konsthall. Elle intègre également le groupe artistique Independentna. Elle présente plusieurs expositions personnelles à la Maison des artistes de Stockholm dans les années 1930 et 1940, et participe à des expositions collectives  imprégnées de l'art contemporain chrétien. En 1949, elle réalise la peinture monumentale Människans glädjeämnen à Härnösands småskoleseminarium.
Mollie Faustman est représentée au Nationalmuseum, au Moderna museet, au Musée des Beaux-Arts de Göteborg, au Länsmuseet Gävleborg, au musée Östergötlands, Norrköpings konstmuseum et au Hälsingland Museum,,,,.

## Carrière littéraire
Sous la signature la Vagabonde, Mollie Faustman écrit régulièrement dans les journaux Idun et Dagens Nyheter. En 1926, elle joue un rôle majeur dans la campagne qui conduit à la fermeture du magazine à scandale Fäderneslandet. Elle a également publié plusieurs livres, réalisé des illustrations de livres et dessiné des bandes dessinées telles que Tuttan et Putte dans le journal Dagens Nyheter,. 